# Hugo z Wells
Hugo z Wells (ang. Hugh de Wells lub Hugh of Welles, rzadziej Hugh Troteman, zm. 7 lutego 1235) – biskup diecezji Lincoln w hrabstwie Lincolnshire. Karierę rozpoczął w diecezji Bath, gdzie odbywał posługę u dwóch kolejnych biskupów, po czym wstąpił w służbę u króla Jana bez Ziemi. Pracował w królewskiej administracji aż do roku 1209, kiedy to powierzono mu biskupstwo w Lincoln. Gdy w listopadzie 1209 r. papież Innocenty III nałożył na Jana bez Ziemi ekskomunikę, Hugo udał się na wygnanie do Francji, gdzie przebywał do roku 1213.
Po powrocie do Anglii kontynuował służbę u króla Jana bez Ziemi, jak również u jego syna – Henryka III, lecz większość czasu spędzał w swojej diecezji. Wprowadził w niej nowe metody administracyjne, dbał o poprawę edukacji i sytuacji finansowej duchowieństwa oraz doprowadził do kanonizacji swojego poprzednika Hugona z Lincoln w roku 1220. XIII-wieczny kronikarz, Matthew Paris, zarzucał Hugonowi uprzedzenie do klasztorów i zakonów, jednak nie istnieją dowody na poparcie tej tezy, a po śmierci Hugona 7 lutego 1235 r. część jego majątku została przekazana domom zakonnym, w tym klasztorom żeńskim.

## Młodość
Hugo był synem Edwarda z Wells i starszym bratem Jocelina z Wells, biskupa Bath. Data urodzenia pozostaje nieznana, jednak u schyłku życia był prawdopodobnie człowiekiem wiekowym. Od marca 1233 r. aż do śmierci w roku 1235 nie opuszczał swojej posiadłości, co może sugerować, że był osłabiony ze starości. Po raz pierwszy pojawia się jako świadek w dokumentach Reginalda FitzJocelina – biskupa Bath – pod koniec lat 80. XII wieku. Po śmierci FitzJocelina w roku 1191 Hugon kontynuował posługę u kolejnego biskupa – Savarica FitzGeldewina. Do końca lat 90. Hugon został kanonikiem katedry w Wells. Chociaż jego brat – Jocelin – otrzymał tytuł magistra, co sugerowałoby edukację uniwersytecką, Hugh nigdy nie jest określany tym tytułem. Jest zatem mało prawdopodobne, by otrzymał wysokie wykształcenie.
Hugo jako zastępca Simona z Wells – archidiakona Wells oraz od ok. 1199–1204 r. Lorda Strażnika Wielkie Pieczęci – sam był strażnikiem królewskiej pieczęci. Simon był również krewnym Hugona i, jak się zdaje, pomógł zarówno Huhonowi i Jocelinowi w uzyskaniu stanowisk w królewskiej administracji. Hugon sprawował urzędy w kancelarii i królewskim sekretariacie, a przed 25 kwietnia 1204 roku został mianowany archidiakonem Wells. Otrzymał prebendę w diecezjach Lincoln i Londyn. Podczas pracy w kancelarii brał udział w unowocześnianiu administracji przez Huberta Waltera, gdy ten sprawował urząd Lorda Kanclerza.
Oprócz stanowisk kościelnych Hugon otrzymał dwie posiadłości w Somerset razem z prawami do podatków i grzywien z dwóch setek w Somerset. Służył również jako królewski kustosz w diecezji Lincoln, kiedy w latach 1200–1203 nie miała przydzielonego biskupa. Odpowiadał za zbieranie należności, które z braku urzędującego biskupa były przekazywane królowi. W latach 1205 i 1206 Hugo był również królewskim kustoszem w diecezji Bath, która również nie miała wówczas biskupa.

## Biskup Lincoln
Hugo został wybrany na biskupa Lincoln około 14 kwietnia 1209 roku, po wezwaniu przez papieża kapituły katedralnej do wyboru nowego biskupa, jako że stanowisko to było od roku 1206 puste. Wiosną 1209 roku Hugo wraz ze swoim bratem byli jednymi z doradców króla Jana, którzy namawiali go do porozumienia z papieżem Innocentym III, zanim ten ekskomunikował władcę. Negocjacje z papieskimi wysłannikami nie powiodły się i 8 grudnia 1209 roku król został obłożony ekskomuniką. Dwa lata wcześniej wielu biskupów odeszło od władcy, Hugo oraz jego brat aż do tego czasu wspierali króla, jednak pod koniec roku również Hugo opuścił królewską służbę i udał się na wygnanie.
W międzyczasie wybór na biskupa wzbudził papieskie podejrzenia dotyczące królewskich wpływów, więc papież wysłał Stephena Langtona – wygnanego arcybiskupa Canterbury – by ten zbadał okoliczności wyboru. Langton miał również zweryfikować pogłoski jakoby Hugo nie przestrzegał celibatu i miał dwie córki. Wyniki dochodzenia musiały być korzystne dla Hugona, jako że 20 grudnia 1209 roku został on konsekrowany w Melun, a konsekrującym był Langton. Hugo przebywał na wygnaniu we Francji aż do powrotu do Anglii 16 lipca 1213 roku. Jedynym udokumentowanym działaniem we Francji było spisanie testamentu datowanego na listopad 1212 roku w St Martin de Garenne, koło Paryża.
Hugo brał udział w IV soborze laterańskim w roku 1215 w Rzymie razem z innymi angielskimi biskupami i oboma arcybiskupami. Krótko po powrocie z soboru został królewskim sędzią na Lincolnshire, Nottinghamshire oraz Derbyshire w latach 1218 i 1219. W roku 1226 ponownie został królewskim sędzią. Później pełnił też rolę królewskiego ambasadora podczas negocjacji z królem Francji Ludwikiem Lwem dotyczących Normandii i Poitou. Dbał również by jego poprzednik Hugo z Lincoln pomyślnie przeszedł proces kanonizacji, co doszło do skutku w roku 1220.

## Polityka diecezjalna
W roku 1222 Hugo razem z arcybiskupem Canterbury oraz biskupem Norwich zarządzili, aby wszyscy mieszkańcy ich diecezji zerwali kontakty z żydami. Ten zakaz pozostawał jednak w sprzeczności z nakazem królewskim skierowanym do szeryfów w tych diecezjach, a nakazującym aresztowanie mieszkańców, którzy odmawiali kontaktów z żydami. Oprócz tego Hugo aktywnie działał w swojej diecezji np. sprawując nadzór nad domami zakonnymi. W roku 1227 wizytacja w opactwie Eynsham zaowocowała odwołaniem opata. XIII-wieczny kronikarz, Matthew Paris, zarzucał Hugonowi uprzedzenie do mnichów i zakonnic nazywając go nawet "niestrudzonym prześladowcą mnichów, młotem na kanoników, zakonnice i wszelakich duchownych". Nie ma jednak dowodów na takie prześladowanie. Jednym z powodów niechęci Parisa może być fakt, że opactwo kronikarza prowadziło spory 2 prawne z Hugonem o prawo do danin z różnych probostw w diecezji.
Hugonowi przypisywano niegdyś utworzenie 300 nowych plebanii na obszarze diecezji głównie na podstawie zachowanych dokumentów znanych jako Liber Antiquus. Dalsze badania wykazały, że wiele z tych plebanii istniało już wcześniej, a Hugo je tylko np. rozbudował. Hugo pilnował również poziomu wykształcenia duchowieństwa, odmawiając nawet niektórym kandydatom probostw z powodu braku wykształcenia. Zabiegał również o poprawę warunków uboższego duchowieństwa, aby mieli przynajmniej z czego przeżyć. Przyjmowało się wcześniej, że Hugo rozesłał w swojej diecezji artykuły inkwizycyjne, jednak okazały się one należeć do jego następcy, Roberta Grosseteste’a.
Hugo wprowadził nowe metody zapisu dokumentacji w swojej diecezji. System ten opierał się na metodach Huberta Waltera z kancelarii, gdzie każda archidiecezja, czy zarządzenie miały osobny rejestr. Przeprowadził również spis majątku plebanii w swojej diecezji.
Hugo wspierał budowę katedry w Salisbury przeprowadzając zbiórkę pieniędzy w diecezji. Przeprowadzał podobne zbiórki na klasztor Daventry, opactwo Sulby oraz kościoły parafialne. Oprócz wspierania finansowego kościołów biskup oferował też ulgi dla tych, którzy pomagali przy budowie mostów w Brampton, Rockingham i Aynho.

## Śmierć i spuścizna
Hugo zmarł 7 lutego 1235 roku w rezydencji biskupiej w Stow Park. Został pochowany 10 lutego w katedrze w Lincoln, w północnej nawie. W roku 1233 sporządził nową wersję testamentu, w której wymieniał swojego brata i bratanicę o imieniu Agata. Zostawił spadek dla swojej rodziny, domu, katedry w Lincoln oraz klasztorów w swojej diecezji. Co powstało z podziału, miało zostać rozdane biedniejszym domom zakonnym, takim jak klasztor żeński Barrow Gurney, studentom i kadrze Uniwersytetu Oksfordzkiego, żydowskim konwertytom oraz biednym z biskupich posiadłości.
Rejestr zarządzeń z testamentu Hugona przetrwał do dziś i znajduje się w katedrze w Lincoln. Niektóre fragmenty zostały opublikowane przez Alfreda Gibbonsa w roku 1888, a inne w roku 1904 przez [Canterbury and York Society. Dokumenty te zawierają informacje nie tylko o imionach beneficjentów, ale i o ich stopniu kapłańskim lub zakonnym.